# Club Deportivo Castellón
Il Club Deportivo Castellón (o più semplicemente Castellón) è una società calcistica spagnola con sede nella città di Castellón de la Plana, nella Comunità Valenciana, e gioca le partite casalinghe al Nou Estadi Castalia. Oggi milita in Segunda División, la seconda serie del calcio spagnolo.

## Storia
La società fu fondata il 20 luglio 1922 e la sua prima partecipazione ad un campionato di Primera División avviene nella stagione 1941-42. Nel 1972 si registra il maggior successo del club, il secondo posto nella Copa del Rey in seguito alla finale persa contro l'Athletic Club. Seguono poi diversi anni in serie minori fino alla promozione in Segunda División nel 2005-06. Una grave crisi finanziaria, iniziata nel 2009, porta il club in Tercera División.

## Storia nella Liga
- Stagioni in Primera División: 11
- Stagioni in Segunda División: 40
- Stagione in Segunda División B: 14
- Stagioni in Tercera División: 20

## Stadio
Il Nou Estadi Castalia completato nel 1987, è il risultato dei lavori di restaurazione del vecchio Estadio Municipal de Castalia, ha una capienza di 16.000 posti tutti a sedere e dimensioni di 102 x 70 m. Prima di quella data il Castellón disputava le sue partite casalinghe nel Sequiol.

## Palmarès

### Competizioni nazionali
- Segunda División: 3

1940-1941 (gruppo II), 1980-1981, 1988-1989
- Segunda División B: 2

2002-2003, 2019-2020 (gruppo 3)
- Copa de la Liga Segunda División: 1

1984
- Tercera División: 2

1929-1930, 2014-2015
- Primera Federación: 1

2023-2024

## Rosa 2024-2025
Aggiornata al 3 gennaio 2025.
| N. |                        | Ruolo | Calciatore          |
| -- | ---------------------- | ----- | ------------------- |
| 1  | Argentina (bandiera)   | P     | Gonzalo Crettaz     |
| 4  | Spagna (bandiera)      | C     | Israel Suero        |
| 5  | Spagna (bandiera)      | D     | Alberto Jiménez     |
| 6  | Paesi Bassi (bandiera) | C     | Thomas van den Belt |
| 7  | Spagna (bandiera)      | C     | Sergio Moyita       |
| 8  | Nigeria (bandiera)     | C     | Kenneth Mamah       |
| 9  | Spagna (bandiera)      | A     | Jesús de Miguel     |
| 10 | Spagna (bandiera)      | C     | Raúl Sánchez        |
| 11 | Brasile (bandiera)     | C     | Douglas Aurélio     |
| 12 | Slovenia (bandiera)    | A     | David Flakus Bosilj |
| 13 | Iran (bandiera)        | P     | Amir Abedzadeh      |
| 14 | Spagna (bandiera)      | D     | Óscar Gil           |

| N. |                               | Ruolo | Calciatore        |
| -- | ----------------------------- | ----- | ----------------- |
| 15 | Paesi Bassi (bandiera)        | D     | Jetro Willems     |
| 16 | RD del Congo (bandiera)       | C     | Brian Cipenga     |
| 17 | Spagna (bandiera)             | D     | Salva Ruiz        |
| 18 | Francia (bandiera)            | C     | Albert Lottin     |
| 19 | Spagna (bandiera)             | C     | Dani Villahermosa |
| 21 | Spagna (bandiera)             | C     | Álex Calatrava    |
| 22 | Curaçao (bandiera)            | D     | Daijiro Chirino   |
| 23 | Spagna (bandiera)             | C     | Josep Calavera    |
| 24 | Guinea (bandiera)             | A     | Ousmane Camara    |
| 29 | Guinea Equatoriale (bandiera) | D     | Santi Borikó      |
| 30 | Stati Uniti (bandiera)        | P     | Brian Schwake     |
| 33 | Paesi Bassi (bandiera)        | D     | Jozhua Vertrouwd  |